# Gare de Lillers
Gare de Lillers vasútállomás Franciaországban, Lillers településen.

## Vasútvonalak
Az állomást az alábbi vasútvonalak érintik:
- Arras–Dunkirk-vasútvonal

## Kapcsolódó állomások
A vasútállomáshoz az alábbi állomások vannak a legközelebb:
- Gare de Ham-en-Artois
- Gare de Chocques